# Laringe
Laringe é um órgão do sistema respiratório, em formato de tubo, situado no plano mediano e anterior do pescoço que, além da função respiratória, participa também da função fonatória e deglutitória. Esse órgão se estende da faringe até a traqueia. A laringe contém cartilagens, músculos, pregas vocais, que são duas dobras musculares cobertas por mucosa.

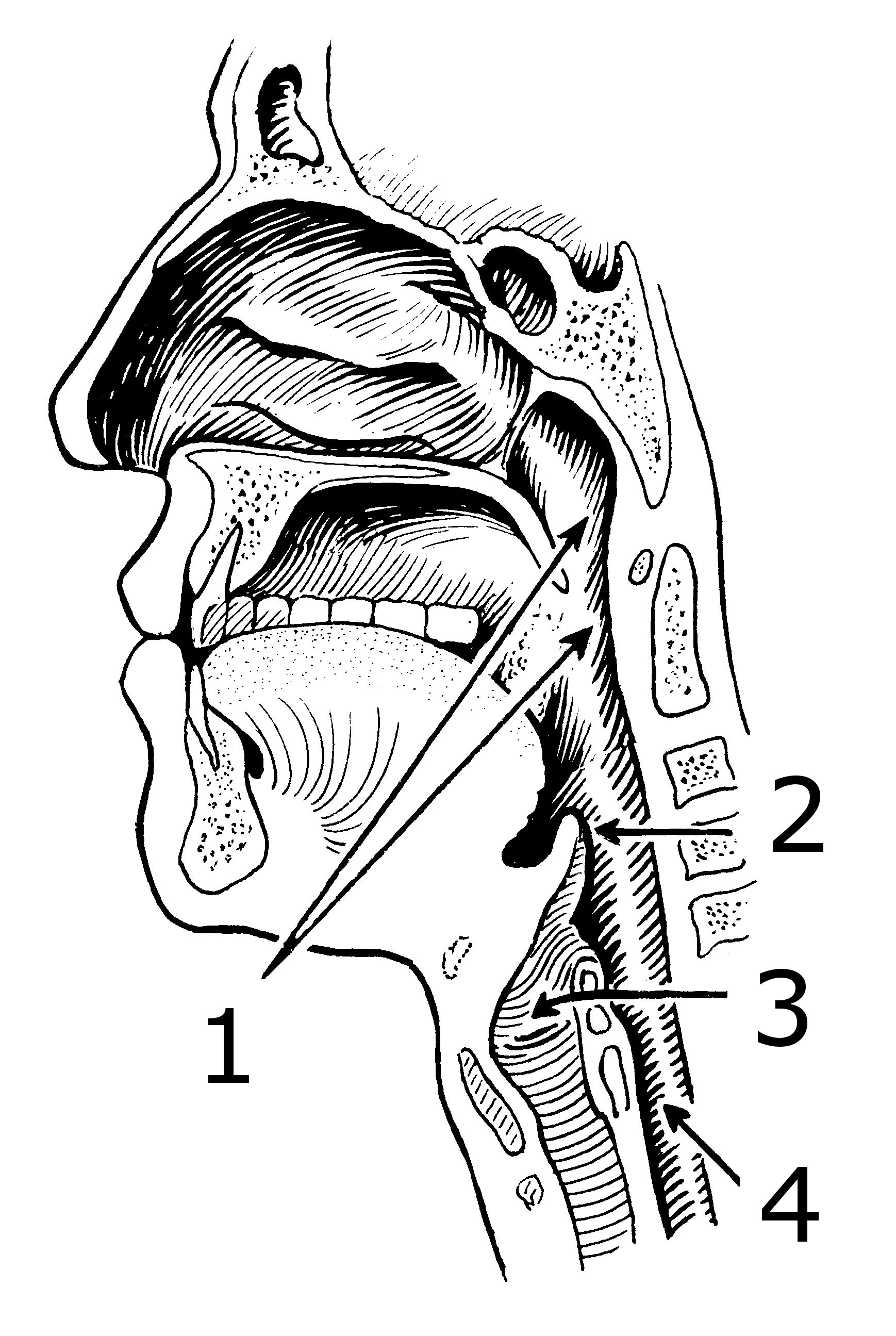
(1) Faringe; (2) Epiglote; (3) Laringe; (4) Esófago

## Função
A Laringe funciona como uma válvula (entrada) protetora que impede a passagem de ar durante a deglutição e ao mesmo tempo, impossibilita a entrada de substâncias e partículas de alimentos penetrem na via respiratória.
Outra funcionalidade é a produção do som, ou seja, a voz (por esta razão é chamada de caixa de voz).

## Esqueleto
A laringe possui um esqueleto cartilaginoso, no qual, a maior cartilagem é a tireóide que têm duas lâminas unidas em forma de “v”, essas formam uma saliência particularmente visualizada em indivíduos adultos do sexo masculino que é conhecida vulgarmente como pomo de Adão. Outra cartilagem, localizada abaixo da cartilagem tireóidea, é a Cartilagem cricoide que é impar com forma de um anel de sinete.
A cartilagem aritenóide é semelhante a uma pirâmide triangular de ápice superior e sua base articula-se com a cartilagem cricóide. Por sua vez, a cartilagem epiglótica, ímpar e mediana, é fina e lembra uma folha peciolada, localiza-se na porção posterior à raiz da língua e cartilagem tireóidea.
Outras cartilagens não tão importantes também constituem parte do esqueleto da laringe e, inclusive, podem ser encontradas pequenas cartilagens supranumerárias. Todas essas cartilagens são unidas por ligamentos.

## Músculo

Anatomia da laringe (em espanhol)

Existem músculos extrínsecos e intrínsecos na laringe. Os extrínsecos podem ser levantadores da laringe (músculos tireo-hioideo, Músculo estilo-hióideo, milo-hoide, Músculo digástrico e estilofaringico- que é um musculo da faringe, mas atua elevando a faringe) ou podem ser abaixadores da laringe (músculos omo-hióideo, esterno-hióideo e esterno-tireóideo).
Já os músculos intrínsecos da laringe, três deles originam-se da cartilagem cricóide o músculo crico-tireóideo de trajeto ascendente e posterior, com suas fibras se inserindo na borda inferior da lâmina da cartilagem tireóide e na borda anterior do corno inferior. O músculo crico-aritenóideo lateral de trajeto posterior, com suas fibras se inserindo no processo muscular da cartilagem aritenóide. Já o músculo crico-aritenóideo posterior, cujas fibras, com trajeto lateral, se inserem no processo muscular da cartilagem aritenóidea.
Dois músculos, intimamente ligados entre si, unem as cartilagens tireóide e aritenóides sendo o músculo tireo-aritenóideo que vai da face lateral da cartilagem aritenóide à face posterior da cartilagem tireóide nas proximidades do plano mediano. Suas fibras são paralelas ao ligamento vocal e estão fixadas à borda lateral deste. O outro é o músculo vocal, formado pelas fibras derivadas do músculo tireo-aritenóideo que se fixam à borda lateral do ligamento vocal.
As cartilagens aritenóides também são ligadas entre si por dois músculos sendo um deles o músculo aritenóideo transverso que une posteriormente as cartilagens aritenóides, e o outro o músculo aritenóideo oblíquo, formado por dois feixes musculares que cruzam posteriormente o artitenóideo transverso e se fixam, por um lado, no processo muscular da cartilagem aritenóide e, por outro, no ápice da cartilagem aritenóide do lado oposto.
Desta forma, dois músculos unem as cartilagens aritenóides à epligote (músculo epiglótico) e a cartilagem tireóide à epiglote (músculo tireo-epiglótico).

## Doenças

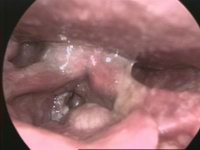

É raro acontecer algum trauma externo da Laringe, mas às vezes graves problemas urgentes surgem devido à variedade de apresentações clínicas possíveis, podendo ser aguda com dispneia intensa ou falsamente tranquilizadora, mas pode descompensar secundariamente. A complexidade do potencial clínico é amplamente explicada por um grande número de elementos anatômicos que atravessam a região cervical e estão na origem de lesões associadas. O tratamento do trauma da Laringe externa é baseado no exame físico com nasofibroendoscopia, a tomografia computadorizada e da laringe cervical e endoscopia que pode estabelecer um diagnóstico de gravidade e orientar o tratamento. A existência de dispneia afeta o comportamento prático de urgência. A prioridade é sempre para garantir a permeabilidade das vias aéreas, embora haja controvérsia sobre o método de escolha.
Traqueostomia é a técnica mais utilizada.
Laringite:
É a inflamação da laringe que pode ser causada por vírus, bactérias ou fungos. Os sintomas são: rouquidão, dor de garganta, tosse, febre, dificuldade para deglutir ou respirar.
Nódulos:
São lesões benignas que costumam responder bem a exercícios de fonoterapia. Quanto maior o nódulo vocal, maior será o espaço entre as pregas vocais ao se tocarem durante a fonação.
Pólipos vocais:
São lesões benignas que surgem após os processos inflamatórios, trauma local por uso inadequado da voz, tabagismo, entre outros. É comum em mulheres, crianças e profissionais da voz, como cantores, professores, locutores, entre outros.
Edema de Reinke:
Lesão de aspectos gelatinosa difusa ocupa todo o espaço da prega vocal. Mais comum em mulheres. A voz fica mais grave e pode chegar a causar dificuldade para respirar em casos mais avançados com grandes dimensões.
Cisto intra-cordais e sulcos vocais:
São lesões congênitas, que apresentam como principal manifestação clínica o grande comprometimento da voz, isso devido ao fato de se localizarem nas camadas mais profundas das pregas vocais, importante região para a produção da voz.
Leucoplasias:
São lesões brancas, espessas, vistas na superfície das pregas vocais, embora possa acometer toda mucosa das vias aéreas superiores. São consideradas lesões pré-malignas devendo ser monitorizadas e removidas, sob risco de evoluir para o câncer de laringe.
Papilomatose da laringe:
A Papilomatose é uma lesão benigna, causada pelo vírus do grupo do HPV. Pode ocorrer em qualquer faixa etária,é mais frequente em criança, na hora do parto, através do sangue ou através das relações sexuais. Localiza-se na mucosa da laringe, formando lesões como cachos de uva. É o tumor benigno mais comum na laringe, causa alteração progressiva da voz, pode levar a perda total da voz.
Neoplasias:
Os tumores malignos da laringe são comuns e tem como principais causas o tabagismo e o consumo de álcool.
Caracterizado por voz rouca e dor no ouvido. Com a progressão da doença ocorre dificuldade para respirar.
Fonoterapia:
A participação do fonoaudiólogo no tratamento das doenças da laringe é de fundamental importância, pois este participará no atendimento dos problemas da voz, tanto no tratamento quanto na prevenção dos problemas vocais.

## Doenças da laringe
- Laringite
- Câncer de laringe
- Laringomalácia
- Pólipos e nódulos nas cordas vocais